# Spytihněv I.

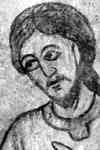
Spytihněv I.

Spytihněv I. (* um 875; † 915) war ein Herzog von Böhmen aus dem Geschlecht der Přemysliden.

## Leben
Spytihněv war der älteste Sohn von Herzog Bořivoj I. und dessen Gattin Ludmilla. Beim Tod seines Vaters um 889 war er etwa 13 Jahre alt und damit nicht regierungsfähig. Die Herrschaft in Böhmen übernahm der mährische Knjas Svatopluk I. Erst nach dessen Tod 894 folgte Spytihněv seinem Vater als Herzog nach. Er ging schon 895 auf Distanz zum Mährerreich, unter dessen Vorherrschaft Böhmen bis dahin stand, und schwor dem Kaiser Arnulf von Kärnten Treue. In seine Regierungszeit fallen vermutlich Abkommen mit dem Nomadenvolk der Ungarn, die Böhmen vor deren Einfällen bewahrten und eine Festigung der Herrschaft in der Region um Prag ermöglichten. Damit trat das Fürstentum die Nachfolge Großmährens als wichtigste Macht in Böhmen an. 
An der Grenze seines Herrschaftsgebietes baute er neue Burgen, die direkt vom Geschlecht der Přemysliden verwaltet wurden. Im Norden war es Mělník, im Nordwesten Libušín, südwestlich entstand Tetín, im Südosten war es Lštění und schließlich im Nordosten Boleslav. Auch der Herrschersitz Hradschin wurde mit Festungsmauern versehen, um die Burg wuchs die Stadt Prag. Diese Befestigungsbauten dienten nicht nur als Schutz gegen Einfälle fremder Völker, sondern hatten auch eine politische und wirtschaftliche Funktion. Sie waren der Ursprung des Verwaltungsgebietes, welches später Boleslav I. weiter ausbaute. An manchen Burgen wurden Verwalter eingesetzt, die dann auch die Steuern eintrieben und die Kirchenorganisation verwalteten. Die Kirchen in den Burgen sind die ältesten Sakralbauten des Landes. Spytihněv und auch sein Bruder und Nachfolger Vratislav I. begnügten sich mit diesem Gebiet und zeigten selbst auch keinen weiteren Expansionsgedanken. Sie beherrschten damit Mittelböhmen, wo sich allerdings noch weitere Fürstenhäuser befanden, die zwar eigene Burgen besaßen, jedoch keine Regierungsgewalt. Aber auch diese Zahl ging zurück. Waren 845 noch 14 Fürsten bekannt, so ging die Zahl der bedeutenden Familien bis 895 auf zwei zurück, nach derzeitiger Geschichtsschreibung ein Zeugnis für die Zentralisierung in Böhmen Ende des 9. Jahrhunderts.
Spytihněv herrschte bis 915. Obwohl in den historischen Schriften kaum über ihn berichtet wird, geht die moderne Geschichtsforschung davon aus, dass er der Begründer des Staates der Přemysliden in Mittelböhmen war. Spytihněvs Nachfolger war sein jüngerer Bruder Vratislav I.